# 이하정
이하정(1979년 3월 12일~)은 대한민국의 방송인이다.

## 학력
- 연세대학교 미래캠퍼스 행정학과 졸업[1],[2]
- 연세대학교 대학원 정치학과 졸업

## 경력
- 2004년 1월 KBS 춘천방송총국 데뷔
- 2006년~2011년 12월: MBC 아나운서국 아나운서 이적
- 2008년 5월: 국어 홍보대사
- 2011년 12월~2020년 2월: TV조선 아나운서
- 2018년 6월: TV조선 아내의 맛 출연
- 2019년 4월~: 유튜브 채널운영
- 2020년 9월~: 카드 매출정산 플랫폼 더체크 전속 모델 활동

### MBC

#### 뉴스
- 《MBC 6시 뉴스매거진》(2010년 11월 1일~2011년 2월 14일)
- 《MBC 스포츠 뉴스》(주말 - 2006년 8월 12일~2007년 2월 25일)

#### 예능 프로그램
- 《뽀뽀뽀 아이 조아》(2008년 1월~2009년 5월)
- 《섹션TV 연예통신》 패널

#### 교양 프로그램
- 《우리말 나들이》
- 《로그인 싱싱 뉴스》
- 《아하! 그렇구나》
- 《뷰티풀 라이프》
- 《스페셜 K》

### TV조선
- 《TV조선 뉴스 날》(평일 - 2011년 12월 1일~2012년 9월 14일)
- 《신율의 시사열차》(2013년 1월 2일~2013년 9월 27일)
- 《TV조선 뉴스 9》
- 《생방송 광화문의 아침》
- 《정보통 광화문 640》(2017년 7월 3일~2017년 12월 28일)
- 《헬로 차이나》
- 《내 몸 사용설명서》(2018년 2월 9일~2020년 2월)
- 《아내의 맛》(2018년 6월~2021년 4월 13일)

### KBS
- 《옥탑방의 문제아들》(2020년 3월 16일) 게스트

## 가족 관계
- 배우자: 정준호(1969년 11월 9일~) 2011년 결혼
- 아들: 정시욱(2014년 2월 14일~)
- 딸: 정유담(2019년 6월 26일~)
- 남동생: 이하청(1981년 11월 24일~)